# Општина Муригиол
Општина Муригиол (рум. Comuna Murighiol) је општина у жупанији Тулча у Румунији. Седиште општине је насеље Муригиол. Према попису из 2021. у општини је живело 2.959 становника. Простире на површини од 814,62 km².

## Становништво
| 1992. | 2002. | 2011. | 2021. |
| ----- | ----- | ----- | ----- |
| 3.713 | 3.778 | 3.217 | 2.959 |

Општина Муригиол је на попису 2021. године имала 2.959 становника, за 258 мање (-8,02%) од претходног пописа 2011. године када је било 3.217 становника. Већину становништва чине Румуни, а од мањина највише има Украјинаца.
| Етнички састав према попису из 2021.‍ | Етнички састав према попису из 2021.‍ | Етнички састав према попису из 2021.‍ | Етнички састав према попису из 2021.‍ | Етнички састав према попису из 2021.‍ |
| ------------------------------------ | ------------------------------------ | ------------------------------------ | ------------------------------------ | ------------------------------------ |
|                                      |                                      |                                      |                                      |                                      |
| Румуни                               | Румуни                               |                                      | 2.446                                | 82,66%                               |
| Украјинци                            | Украјинци                            |                                      | 155                                  | 5,24%                                |
| Роми                                 | Роми                                 |                                      | 13                                   | 0,44%                                |
| Турци                                | Турци                                |                                      | 8                                    | 0,27%                                |
| Липовани                             | Липовани                             |                                      | 5                                    | 0,17%                                |
| Остали и непознато                   | Остали и непознато                   |                                      | 332                                  | 11,22%                               |

### Насеља
Општина се састоји из 7 насеља.
| Насеље           | Румунски назив | Број становника | Број становника |
| Насеље           | Румунски назив | 2011.           | 2021.           |
| ---------------- | -------------- | --------------- | --------------- |
| Дунавацу де Жос  |                | 586             | 614             |
| Дунавацу де Сус  |                | 199             | 140             |
| Колина           |                | 126             | 114             |
| Муригиол         |                | 1.292           | 1.211           |
| Плопул           |                | 551             | 490             |
| Саринасуф        |                | 456             | 379             |
| Узлина           |                | 7               | 11              |
| Општина Муригиол |                | 3.217           | 2.959           |